# Kaštiliaš III.
Kaštiliaš III. byl kassitský král Babylónie v období asi mezi 1495–1450 př. n. l..
O Kaštiliašovi samotném nevíme téměř nic, ale je známo, že za jeho vlády jeho bratr Ulamburiaš podnikl v čele kassitsko-babylonské armády velkou výpravu do tzv. Přímořské země (myšlena pobřežní oblast v blízkosti Perského zálivu a dnešního Kuvajtu). Ulamburiašovi se podařilo porazit a svrhnout posledního vládce přímořské dynastie Ejjagamalije a poté se zde prohlásit králem (kolem r. 1460 př. n. l.).